# Roger Jean Gautheret
 (août 2017).
Roger Jean Gautheret, né le 29 mars 1910 à Paris et mort le 28 avril 1997 dans la même ville, est un biologiste français, pionnier de la culture de tissus végétaux.

## Biographie

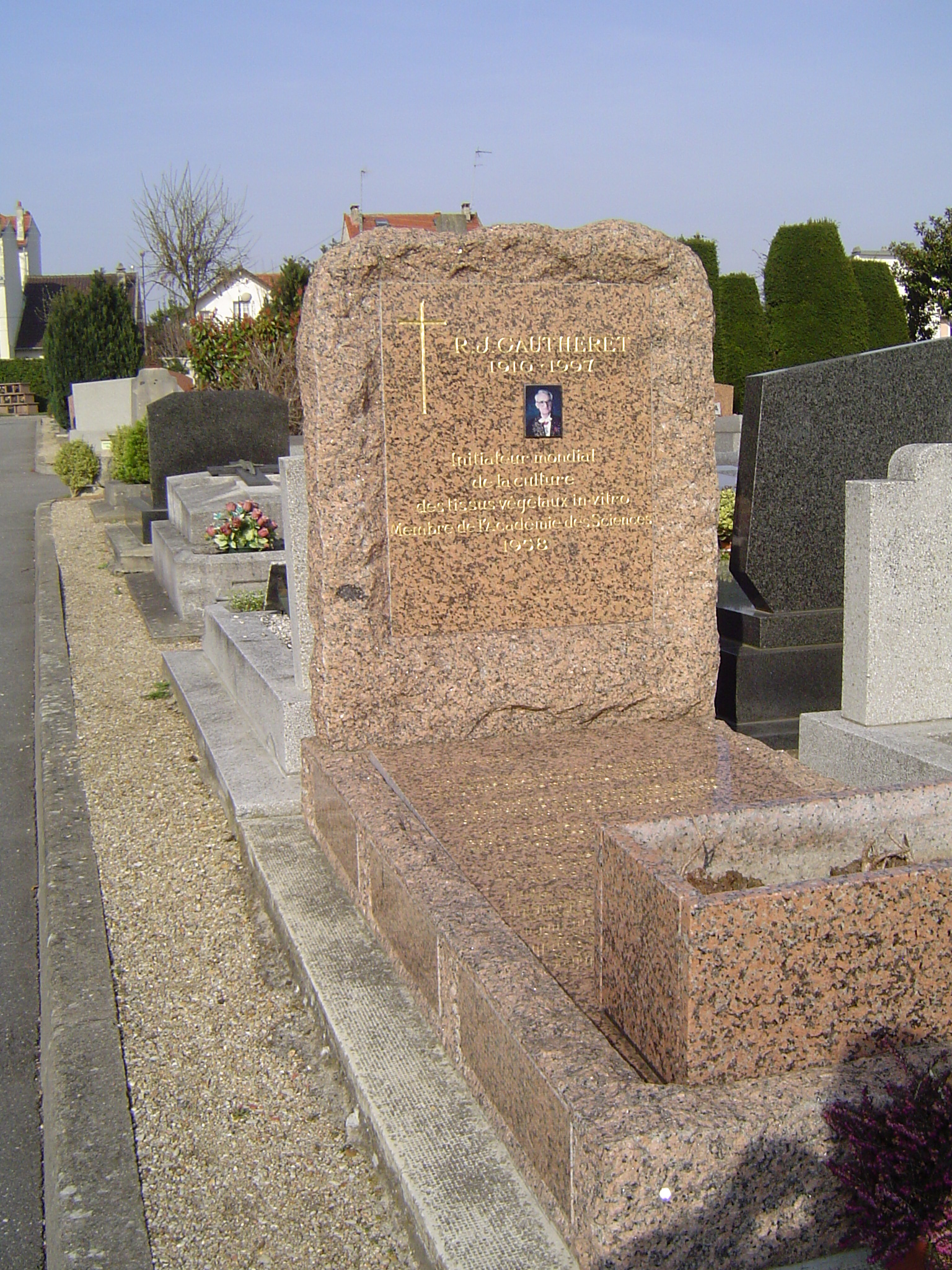
Sépulture de Roger Jean Gautheret au cimetière de Bourg-la-Reine (division 12).

Après des études secondaires, en particulier au lycée Voltaire à Paris, Jean Gautheret entreprend des études universitaires à la faculté des sciences de Paris. Celles-ci terminées, il est accueilli dans le laboratoire de Marie Antoine Alexandre Guilliermond en 1931. Ayant soutenu sa thèse de doctorat d'État en 1935, il devient, en 1950, successivement assistant de botanique, maître de conférences en biologie végétale et professeur de biologie cellulaire à la faculté des sciences de Paris. Il enseigne sans interruption au no 12 rue Cuvier, de 1936 à 1979, date de sa retraite.
Ses travaux ont permis notamment de démontrer qu'une cellule végétale est totipotente, de réaliser la multiplication végétative in vitro des végétaux, d'obtenir par culture in vitro de méristème, des plantes saines à partir de plantes infectées par un virus et de reculer les limites des échanges génétiques entre espèces en préparant des protoplastes, cellules végétales dont la paroi a été dégradée par des enzymes et qui peuvent non seulement fusionner entre elles mais aussi régénérer des plantes entières.

## Publications
- Une voie nouvelle en biologie végétale : la culture des tissus, Gallimard, coll. « L'avenir de la science », 1945.
- La culture des tissus végétaux, Masson et Cie, 1959.

## Distinctions et hommage
- Membre en 1958, vice-président de 1977 à 1978, et président de 1979 à 1980 de l'Académie des sciences.
- Président de l'Institut de France en 1979.
- Membre de la Académie nationale des sciences des États-Unis en 1982.
- Président de l'Association française pour l'avancement des sciences.
- Commandeur de la Légion d'honneur.
- Création d'un prix Roger-Jean-et-Chantal-Gautheret, doté de 7 500 euros, par l'Académie des sciences en 2007.

### Source
- Henri Duranton, Extraits, discours et notices biographiques, Académie des sciences de l'institut de France, 1999.